# Carl Ebert
Carl Anton Ebert, född den 20 februari 1887 i Berlin, död den 14 maj 1980 i Santa Monica, Kalifornien, var en tysk teater- och operaregissör och skådespelare.

## Biografi
Ebert började sin karriär som skådespelare hos Max Reinhardt vid Deutsches Teater i Berlin åren 1909–1914 och tog starka intryck av dennes praktfulla iscensättningar. Inom operan kom han arbeta för mera teatermässiga iscensättningar än vad som tidigare hade gjorts.
Han arbetade sedan som skådespelare och regissör i Tyskland från 1915 till 1927. Mellan 1935 och 1944 fungerade han som chef för den nybildade statliga konservatoriet för teater och opera i Ankara i Turkiet, som ledde till inrättande av Turkish State Opera and Ballet. Åren 1934–1939 producerade han som konstnärlig ledare den berömda serien  av Mozarts operor och Verdis Macbeth med Fritz Busch på Glyndebourneoperan i England.
Förutom i Europa regisserade Ebert också i Sydamerika och USA. Han var professor vid och chef för operaskolan vid University of Southern California från 1948 till 1954. Därefter återvände han till Tyskland och tjänstgjorde som allmän administratör vid Städtlische Oper i Berlin.

## Filmografi i urval
- 1914 – Der Golem
- 1920 – Der Golem, wie er in die Welt kam (okrediterad)
- 1923 – Ett dockhem
- 1923 – Erdgeist
- 1923 – Der Kaufmann von Venedig
- 1923 – Das unbekannte Morgen
- 1925 – Lebende Buddhas
- 1926 – Sein großer Fall
- 1958 – Die lustige Witwe (TV-film)
- 1965 – Dame Kobold (TV-film)